# Ангелы не жужжат
«Ангелы не жужжат» — сербско-российский художественный фильм 2024 года режиссёра и сценариста Александра Селиверстова.
Премьера фильма состоялась в июле 2024 года на кинофестивале нового российского кино «Горький Fest» в Нижнем Новгороде, где он был представлен в конкурсной программе.

## Сюжет
12 совершенно незнакомых ранее друг с другом людей, преимущественно одиночки-аутсайдеры, среди которых страховой агент, бухгалтер, диджитал-могильщик, бездомный аккордеонист и дизайнер, встречаются на кулинарном мастер-классе. В то же время отец и сын едут на автомобиле сквозь однообразный осенний ландшафт. Их пути неожиданно пересекутся, и каждый сыграет свою роль в судьбе другого.

## В ролях
- Андрей Жилин — отец
- Нил Бугаев — сын
- Пётр Рыков — мужчина в машине
- Ульяна Пылаева — женщина в машине
- Ия Исоти — переписчица
- Зинаида Пронченко — начальница переписчицы
- Дмитрий Беседа — киллер
- Сергей Дёшин — бухгалтер из Мурманска
- Григорий Печкысев — Борис
- Фёдор Зорин — дизайнер
- Аня Крол — певица
- Денис Зыков — страховой агент
- Анна Савранская — журналистка
- Александр Коротков — могильщик
- Игорь Гузун — сотрудник фонда
- Никита Кокшаров — актёр Хомский

## Восприятие
Кинокритик Зинаида Пронченко, сыгравшая в фильме небольшую роль, в своём Telegram-канале отметила: «Кино не видела и даже не помню, кого точно „играла“. Коллеги, впрочем, утверждают, что актриса из меня никакая. Охотно верю, добавить нечего».
Автор журнала «7 Дней» Иван Афанасьев сравнил фильм с работами Роя Андерссона и посчитал его «контентом, мягко говоря, на любителя».